# Fabiano Brambilla
Fabiano Brambilla (Velate, 2 marzo 1957 – 2004) è stato un calciatore italiano, di ruolo difensore.

## Carriera
Cresce nel settore giovanile della Vimercatese, venendo acquistato nel 1971 dall'Atalanta. Inizia la sua carriera professionistica con la squadra bergamasca in Serie B, disputando due presenze (entrambe da titolare) nella stagione 1973-1974; dopo un'ulteriore stagione in nerazzurro, nella quale non raccoglie ulteriori presenze, si trasferisce in Serie C al Seregno, dove gioca 34 partite segnando anche 3 reti.
Successivamente torna a giocare in Serie B, questa volta nel Varese, dove in due stagioni gioca rispettivamente 30 e 13 partite, senza segnare nessun gol.
Nell'estate del 1978 viene ceduto al Lugano, in Lega Nazionale B svizzera.
Dopo una sola stagione torna però in Italia, ancora una volta nel Varese, questa volta in Serie C1: durante questo campionato Brambilla mette anche a segno il suo unico gol in gare ufficiali con la maglia biancorossa; a fine stagione la squadra lombarda viene promossa in Serie B, dove Brambilla continuerà a giocare fino al 1983.
In seguito chiude la carriera da calciatore nella Concorezzese, in Promozione.
In carriera ha totalizzato complessivamente 60 presenze in Serie B.

## Palmarès

### Club

#### Competizioni nazionali
- Serie C1: 1

Varese: 1979-1980